# Exocentrus brunnescens
Exocentrus brunnescens là một loài bọ cánh cứng trong họ Cerambycidae.